# Synagoga Hechal Yehuda
Synagoga Hechal Yehuda (hebr. בית הכנסת היכל יהודה, Beit haKnesset Hechal Yehuda) – czynna synagoga w Tel Awiwie, w Izraelu. Znajduje się przy ulicy Menachem Ben Saruq 13, w osiedlu Ha-Cafon ha-Chadasz, we wschodniej części miasta.
Nabożeństwa odbywają się w niej codziennie.

## Nazwa
Synagoga jest nazwana od nazwiska Leona Recanati Yehuda, który był członkiem rodziny fundatorów synagogi. Jest ona także nazywana Synagoga Recanati (hebr. בית הכנסת רקנטי, Beit haKnesset Recanati).
Ze względu na swój nietypowy kształt przypominający muszlę, jest ona także nazywana Synagogą Muszli (hebr. בית הכנסת קונכית, Beit haKnesset Konkit; gr. θάλασσα περίβλημα συναγωγή).

## Historia
Synagoga została wybudowana przez ocalonych greckich Żydów z Salonik, którzy po Holocauście wyemigrowali do Izraela. W grupie tej wyróżniał się swoją aktywnością, dawny przewodniczący gminy w kraju i były zastępca burmistrza Salonik, biznesmen Shmuel Avraham Recanati. Rozpoczął on zbieranie funduszy pod budowę synagogi w Tel Awiwie.
Ceremonia rozpoczęcia budowy synagogi odbyła się w 1975 z udziałem burmistrza miasta Shlomo Lahata. Otwarcie synagogi nastąpiło w 1979.

## Architektura
Betonowy budynek wzniesiono w oryginalnym kształcie, na wzór muszli ostrygi. Nawiązuje to do wyglądu muszli, które były znajdywane na plażach w rejonie Salonik. Jednak w pierwotnym projekcie kształt synagogi miał przypominać siedem trąb (szofarów).
Gołe betonowe fasady północnej strony budynku zdobią płaskorzeźby z tradycyjnymi żydowskimi motywami i symbolami. Jest to praca artysty Ezechiela Kimchi. W okna wprawiono kolorowe witraże z motywami nawiązującymi do żydowskich świąt. Zostały one wykonane przez lokalnego artystę Josefa Szealtiela.
W synagodze znajdują się miejsca dla 400 mężczyzn i 200 kobiet, w oddzielnych galeriach.

## Nabożeństwa
W synagodze odbywają się regularne modlitwy, wykłady, ćwiczenia i różnorodne zajęcia edukacyjne. Modlitwy są odprawiane w języku hiszpańskim (ladino). Zgromadzenie obejmuje greckich imigrantów, będących w większości Żydami sefardyjskimi, ale przychodzą tu także Żydzi aszkenazyjscy.